# Zack Gelof
Zack Gelof (Rehoboth Beach, Delaware, 19 de octubre de 1999) es un jugador profesional estadounidense de béisbol que se desempeña en la posición de segunda base en Oakland Athletics, equipo de las Grandes Ligas de Béisbol (MLB).

## Carrera
Fue seleccionado en la segunda ronda en el Draft de la MLB de 2021. En 2023 hizo su debut profesional con el equipo Oakland Athletics, donde lleva jugando una temporada.